# Berberis stolonifera
Berberis stolonifera är en berberisväxtart som beskrevs av Emil Bernhard Koehne och E. Wolf. Berberis stolonifera ingår i släktet berberisar, och familjen berberisväxter. Inga underarter finns listade i Catalogue of Life.